# شهرستان گوینان
شهرستان گوینان (به لاتین: Guinan County) یک منطقهٔ مسکونی در چین است که در ولایت خودمختار هاینان تبتی واقع شده‌است.